# Kobresia woodii
Kobresia woodii är en halvgräsart som beskrevs av Henry John Noltie. Kobresia woodii ingår i släktet sävstarrar, och familjen halvgräs. Inga underarter finns listade i Catalogue of Life.